# Ansonia hanitschi
Ansonia hanitschi és una espècie d'amfibi de la família dels Bufònids. És endèmica de les muntanyes de Borneo i es troba tant a Malàisia (Sarawak i Sabah) com a Indonèsia (al nord de Kalimantan).
Habita els boscos submontans i montans. Habita al sòl del bosc. La cria té lloc en rierols clars i rocosos de muntanya. Està amenaçat per la pèrdua d'hàbitat, a causa de l'envasament de rierols necessaris per al desenvolupament de les larves i la tala dels boscos per al cultiu.